# Shaved Fish
Shaved Fish är ett samlingsalbum av John Lennon och Plastic Ono Band, utgivet den 24 oktober 1975. Det innehåller de singlar Lennon då gett ut i USA som soloartist, förutom "Stand By Me". Skivan tog som bäst en femteplats på albumlistan i Storbritannien och #12 i USA. 

## Låtlista
Alla låtar är skrivna av John Lennon, där inget annat anges.
Sida A
1. "Give Peace a Chance" - 0:59
2. "Cold Turkey" - 5:03
3. "Instant Karma!" - 3:15
4. "Power to the People" - 3:06
5. "Mother" - 5:08
6. "Woman Is the Nigger of the World" (Lennon/Ono) - 4:38

Sida B
1. "Imagine" - 3:04
2. "Whatever Gets You Thru the Night" - 3:06
3. "Mind Games" - 4:12
4. "#9 Dream" - 4:48
5. "Happy Xmas (War Is Over)"/"Give Peace a Chance" (Lennon/Ono) - 4:16